# Барановська Лілія Валеріївна
Лі́лія Вале́ріївна Барано́вська (* 1993) — українська тріатлоністка; майстер спорту України міжнародного класу. Чемпіонка України; бронзова призерка чемпіонату Європи.

## З життєпису
Проживає в місті Київ. Чемпіонка України на довгій дистанції.
2014 року стала переможницею етапу Кубку Європи з тріатлону серед аматорів.
Чемпіонат Європи з тріатлону на середні дистанції-2019 (Тиргу-Муреш) — бронзова нагорода.
Срібна призерка Чемпіонату світу — серія 2021 року.